# Continental Express

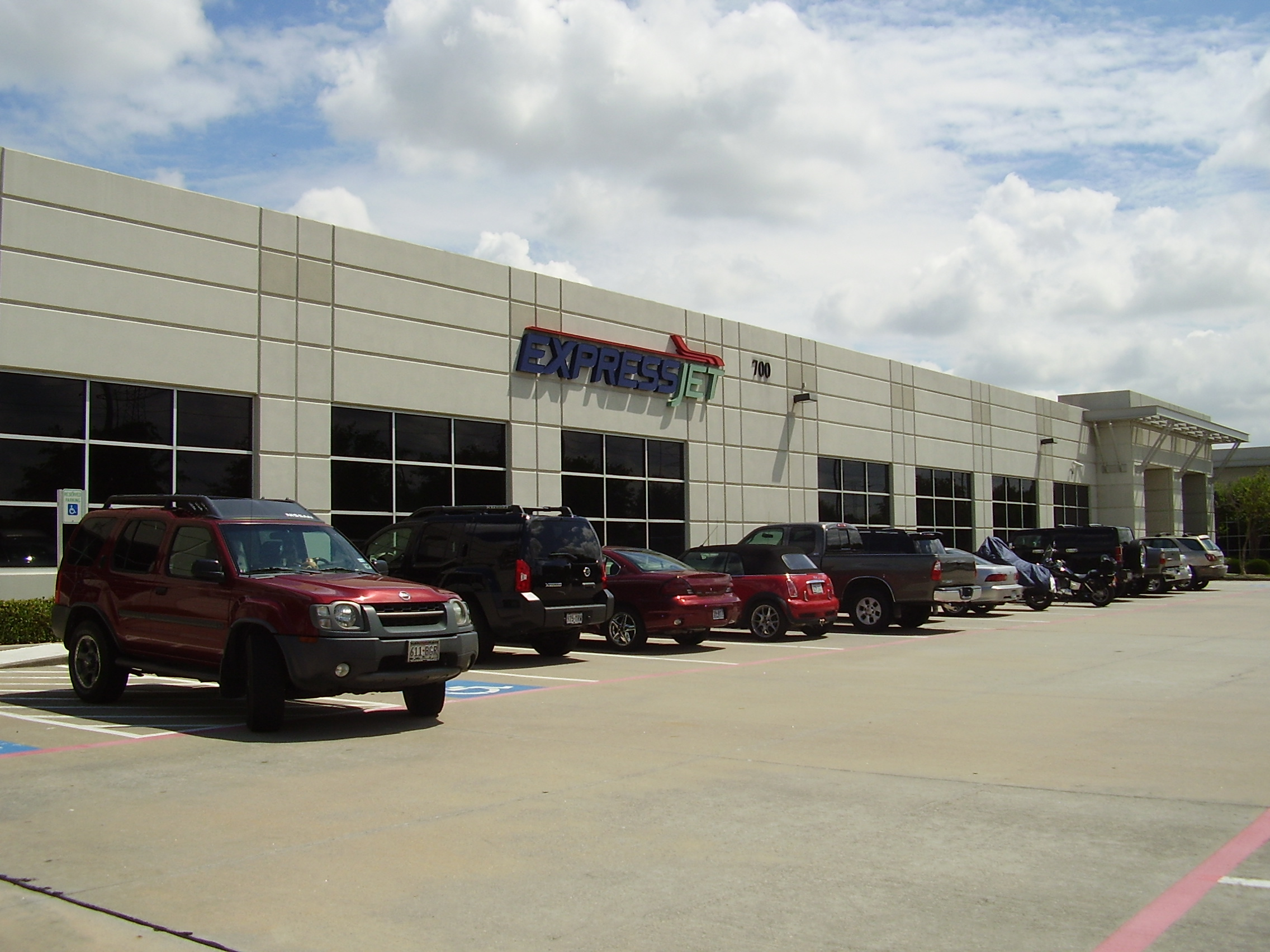
Штаб-квартира авиакомпании ExpressJet Airlines в Гринспоинте (Хьюстон)

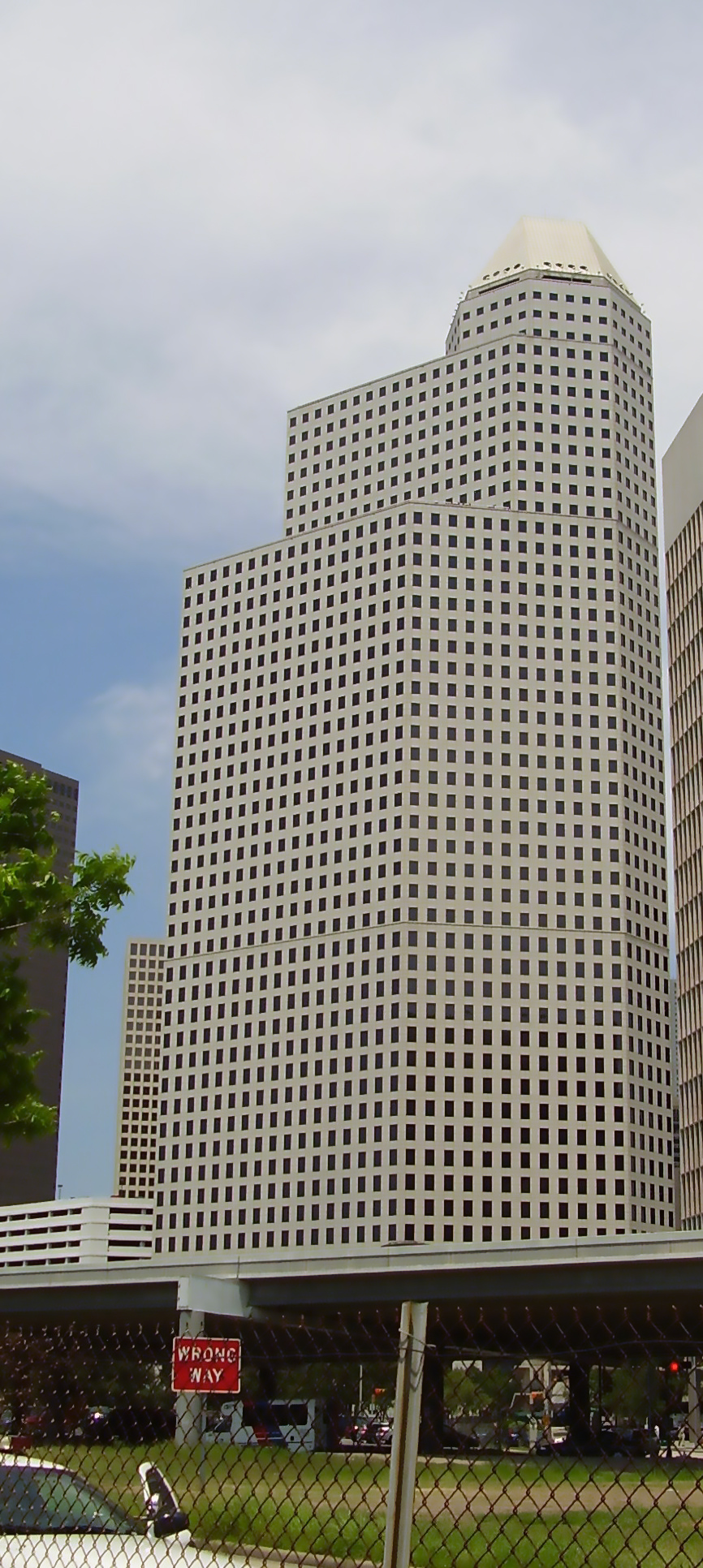
Здание «Continental Center I» штаб-квартиры авиакомпании Continental Airlines в Хьюстоне. Прежде в нём размещалась и штаб-квартира ExpressJet Airlines

Continental Express — торговая марка (бренд) авиакомпании Continental Airlines, используемый независимыми авиаперевозчиками США для работы на авиалиниях регионального значения, стыкуемых в маршрутном расписании полётов с рейсами Continental Airlines.
В настоящее время под брендом Continental Express работают две авиакомпании:
- Chautauqua Airlines авиационного холдинга Republic Airways Holdings
- ExpressJet Airlines авиационного холдинга ExpressJet Holdings.

Маршрутная сеть Continental Express соединяет более 150 пунктов назначения в городах США, Канады, Мексики и стран Карибского бассейна, в качестве узловых аэропортов используются Международный аэропорт Хьюстон Интерконтинентал, Международный аэропорт Кливленда Хопкинс и Международный аэропорт Ньюарка Либерти. Операционная деятельность авиакомпании ExpressJet Airlines находится исключительно в рамках партнёрского соглашения Continental Express в то время, как Chautauqua Airlines осуществляет перевозки и под другими брендами — Delta Connection, United Express и US Airways Express.

## История
Торговая марка Continental Express была создана в апреле 1987 года для работы авиакомпании ExpressJet Airlines в партнёрском соглашении с магистральной авиакомпанией Continental Airlines, целью которого являлось обеспечение региональных пассажирских перевозок между небольшими аэропортами страны и узловыми аэропортами Континентал. На протяжении короткого периода ExpressJet Airlines эксплуатировала воздушный флот, состоящий из турбовинтовых самолётов Embraer EMB 120 Brasilia, ATR-42, ATR-72 и Beech 1900. Несколько месяцев спустя ExpressJet Airlines была приобретена Continental Airlines вместе с четырьмя другими региональными авиакомпаниями: Provincetown-Boston Airlines из Хайанниса (Массачусетс), Bar Harbor Airlines из Бангора (Мэн), Britt Airways из Терре-Хота (Индиана) и Rocky Mountain Airways из Денвера. Операционные сертификаты авиакомпаний PBA и Rocky Mountain Airways были отозваны, сертификат Bar Harbor Airlines отошёл к дочернему перевозчику Eastern Airlines — авиакомпании Florida Eastern Express, базировавшейся в штате Флорида. Сертификат эксплуатанта Britt Airways перешёл в объединённую авиакомпанию Continental Express/ExpressJet, под данным сертификатом компания ExpressJet работает вплоть до настоящего времени. Позывным объединённого перевозчика стал JETLINK, который позже был изменён на EXPRESSJET.
Кроме перечисленных под брендом Continental Express работали следующие авиакомпании:
- эксплуатировавшие парк турбовинтовых самолётов:
  - Trans-Colorado Airlines — Денвер (Колорадо);
  - Royale Airlines — Шривпорт (Луизиана);
  - Air New Orleans — Новый Орлеан (Луизиана);
  - Mid-Pacific Airlines — Гонолулу (Гавайи);
  - City Express — Торонто (Онтарио), Канада;
  - Colgan Air — Манассас (Виргиния);
  - Southern Jersey Airways — Атлантик-Сити (Нью-Джерси);
  - Gull Air — Хайаннис (Массачусетс),

- эксплуатировавшие парк реактивных самолётов:
  - Emerald Airlines — Хьюстон (Техас);
  - Presidential Airways — Вашингтон (округ Колумбия).

## Continental Connection
В настоящее время Continental Airlines ведёт переговоры с региональными авиакомпаниями Cape Air, CommutAir, Gulfstream International Airlines и Colgan Air на предмет заключения партнёрских договоров Continental Connection по обслуживанию коротких маршрутов пассажирских перевозок на турбовинтовых самолётах. Бренд Continental Connection предназначен для работы по код-шеринговым соглашениям региональных перевозчиков, эксплуатирующих турбовинтовые самолёты, в отличие от торговой марки Continental Express, работа под которой подразумевает использование реактивной авиации.

## Настоящий период

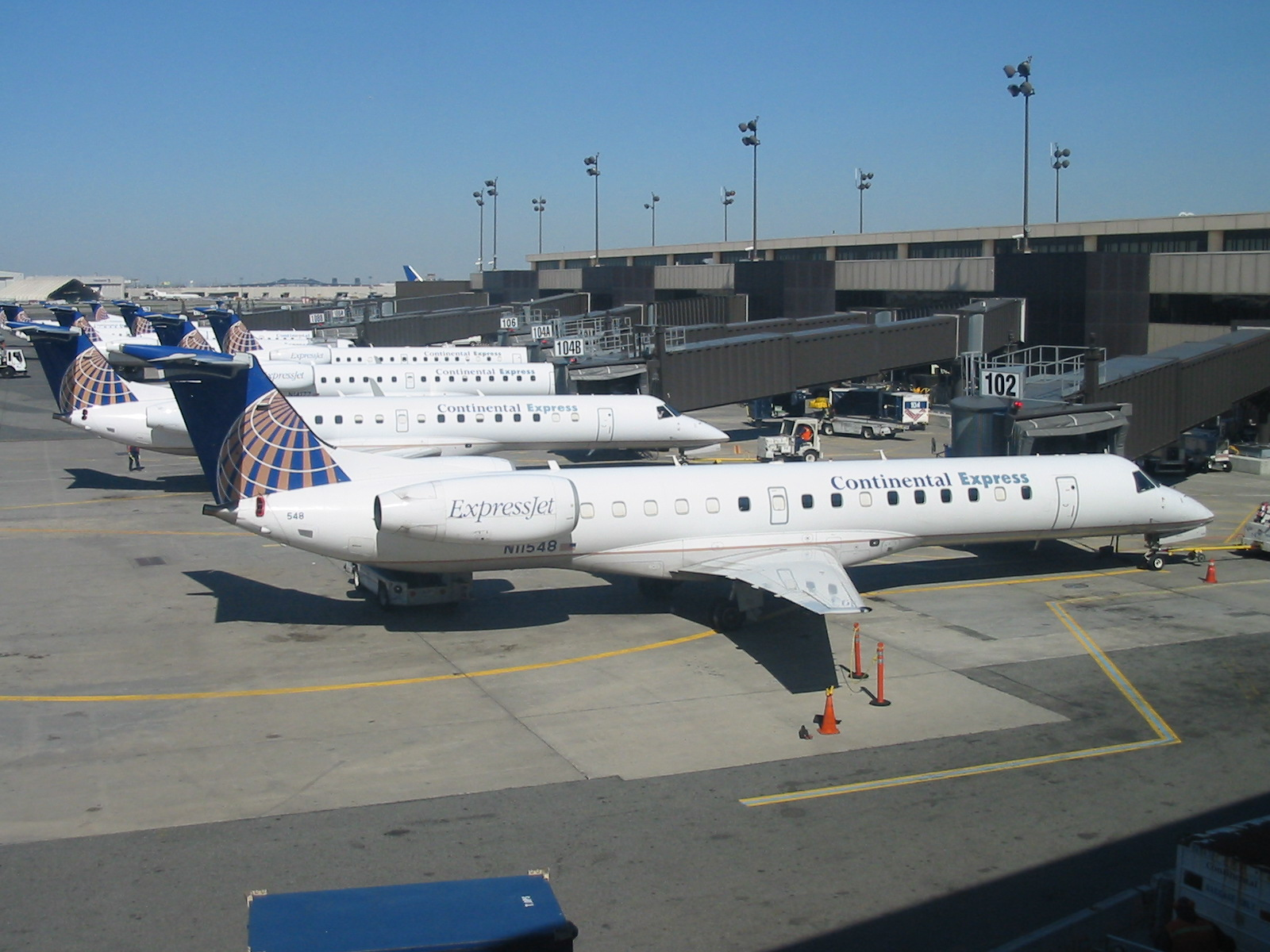
ERJ-145 крупнейшего эксплуатанта ERJ, авиакомпании ExpressJet Airlines в ливрее Continental Express

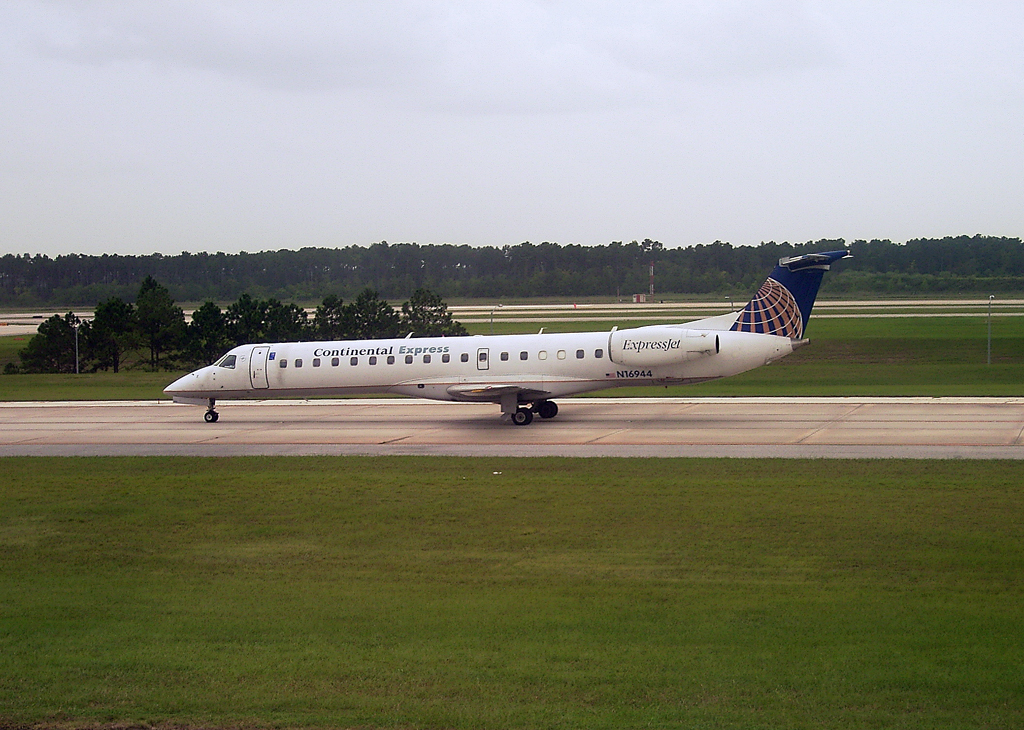
Embraer ERJ 145 ExpressJet Airlines в ливрее бренда Continental Express

28 декабря 2005 года авиационный холдинг ExpressJet Holdings объявил о получении уведомления Continental Airlines с намерением сократить на 69 единиц количество эксплуатируемых под брендом Continental Express самолётов. По условиям код-шерингового соглашения авиакомпания ExpressJet может либо вернуть данные лайнеры в Continental Airlines, либо арендовать их у Континентал по более высоким тарифам и распоряжаться ими до окончания срока аренда самостоятельно.
В июле 2006 года Continental Airlines объявила о заключении нового контракта, согласно которому под брендом Continental Express будет работать другая региональная авиакомпания Chautauqua Airlines. Таким образом, по состоянию на начало 2007 года под торговой маркой Continental Express эксплуатировалось 205 самолётов авиакомпании Expressjet и 25 лайнеров из авиакомпании Chautauqua Airlines.
1 сентября 2008 года ExpressJet прекратила выполнение рейсов под брендом Delta Connection, а на следующий день — закрыла все маршруты, не входившие в маршрутное расписание Continental Express, поэтому в текущий момент авиакомпания работает под партнёрскими соглашениями только с Continental Airlines.
Под брендом Continental Express в настоящее время эксплуатируются следующие типы самолётов:
- Bombardier CRJ200ER
- Embraer ERJ 135
- Embraer ERJ 145

## Авиапроисшествия и несчастные случаи
- 19 января 1988 года. Рейс 2286 авиакомпании Trans-Colorado Airlines, самолёт Fairchild Metroliner III, регистрационный номер N68TC. Разбился при заходе на посадку в Бэйфилд (штат Колорадо) в очень плохих погодных условиях. Экипаж вместо курсо-глиссадной системы использовал дальномерный азимутальный маяк (VOR/DME). Погибло 8 человек из 17 находившихся на борту.[2][3]
- 11 сентября 1991 года. Рейс 2574 Ларедо—Хьюстон авиакомпании Britt Airways, лайнер Embraer EMB 120 Brasilia, регистрационный номер N33701. При заходе на посадку в Международном аэропорту Хьюстона Интерконтинентал самолёт потерял горизонтальный стабилизатор, вошёл в пике и разбился. Погибли все 14 человек на борту. Причиной катастрофы стало халатное отношение при проведении ремонтных работ — в процессе расследования инцидента зафиксировано отсутствие 47 болтов крепления верхней поверхности ведущей кромки горизонтального стабилизатора.[4][5]